# Bah Ndaw
Bah Ndaw (San, Segu, 23 de agosto de 1950) é um oficial militar e político do Mali que serviu como presidente do Mali entre 25 de setembro de 2020 até à sua deposição em maio de 2021 por um golpe de estado. Entre maio de 2014 e Janeiro de 2015 foi Ministro da Defesa.

## Juventude e Educação
Ndaw nasceu em 23 de agosto de 1950 em San, Mali. Ingressou nas Forças Armadas do Mali como voluntário, em 1973, e graduou-se na École militaire interarmes (EMIA), em Kulikoro, no mesmo ano. Em 1974, ele foi enviado à União Soviética para receber treinamento de helicóptero.

## Carreira militar e Política
Tornou-se presidente de transição, nomeado pela junta militar que derrubou o Presidente Ibrahim Boubacar Keïta, durante o golpe de Estado de 2020. Em 24 de maio de 2021, militares malineses, insatisfeitos com as reformas do governo interino, detiveram o presidente Bah Ndaw e o primeiro-ministro Moctar Ouane,que foram levados para o acampamento militar de Kati, fora da capital Bamako. No dia seguinte, o chefe da ONU , António Guterres, pediu sua libertação imediata. Em 26 de maio, Ndaw anunciou sua renúncia. Os militares que orquestraram um golpe de Estado no Mali libertaram o presidente Bah Ndaw e o primeiro-ministro Moctar Ouané no dia 27 de maio.

## Prêmios e homenagens
Ele é um oficial da Ordem Nacional do Mali . Ndaw recebeu a Medalha de Mérito Militar e também a Medalha de Mérito Nacional.